# Répétition (psychanalyse)
Pour les articles homonymes, voir Répétition.
 (décembre 2014).
En psychanalyse, la répétition d'actes ou de pensées prend différents sens.

## Psychanalyse de la répétition

### Répétitionversusmémoire
La mémoire s'oppose à la répétition car l'individu qui se souvient d'une situation ne répète a priori pas la même attitude. Il manifestera un apprentissage, une évolution dans son comportement et n'aura pas recours aux mêmes réponses que par le passé. 
La répétition signifie un échec de cette fonction mnésique, un raté dans l'acquisition de savoir-faire face à une situation donnée. La répétition peut se manifester, par exemple, dans l'addiction. Néanmoins, c'est bien le modèle du traumatisme névrotique qui amène Freud à penser la répétition.

### Penséeobsessionnelle
Le doute marque la pensée du névrosé obsessionnel. Celui-ci hésite entre deux attitudes opposées ; on peut trouver par exemple un symptôme consistant à partir de chez soi puis vérifier que la porte est bien fermée, puis repartir puis revérifier si la porte est fermée, cette hésitation prenant des heures. 
Le doute obsessionnel caractérise plus largement la pensée, et pas seulement les actes. Il s'agit d'une pensée qui sans cesse revient aux mêmes questions et les formule encore et encore, adoptant successivement une réponse puis son contraire. 
Cette pensée obsessionnelle, répétition à l'infini de tergiversations identiques, se fonde sur un conflit psychique, deux souhaits opposés, qui ne peuvent déboucher sur une solution car ces deux souhaits, ou l'un des deux est inconscient et se manifeste à travers un simulacre. Ce simulacre ne peut amener de réponse définitive et a pour résultat la répétition obsessionnelle de pensées ou actes. 

### Névrose de destinée
La névrose de destinée consiste à provoquer la répétition de scénarios identiques. Par exemple, un homme se fera quitter par une première femme et ne pensera pas à une cause émanant de lui. Mais, si dix fois cette situation se répète le psychanalyste y verra la marque d'un effort de cet homme pour répéter sans cesse le même destin.

## Figures de répétitions
Si la répétition semble a priori s'opposer à l'élaboration, la symbolisation, une étude plus poussée permet de dégager plusieurs répétitions de nature assez différente. 
- La répétition comme échec de la symbolisation est répétition en acte de ce qui a été refoulé.

- La répétition comme fixation au traumatisme témoigne bien d'un échec au niveau symbolique, mais également d'une tentative de symbolisation.

- Compulsion de répétition : cette compulsion renvoie à deux aspects, le premier étant la répétition d'un épisode déplaisant en vue de prendre un rôle actif, voire de se venger de cet épisode douloureux, le deuxième aspect renvoyant à la nécessité de lier toute excitation psychique.

## Répétition du même et de l'identique
Michel de M'Uzan reproche à Freud d'établir une compulsion de répétition, ou encore une viscosité de la libido ; ces notions théoriques seraient prématurées. Il ne s'agit pas d'une critique visant à rejeter purement ces notions, mais tentant d'expliquer la répétition par un autre biais. 
Aussi, de M'Uzan introduit une différence entre le même, approximatif, et l' identique, plus exact. La répétition du même, caractéristique de la névrose, s'appuie sur une certaine élaboration du passé ; il s'agit d'une répétition dans laquelle la configuration économique varie, même infimement. Si cette répétition se comprend comme compulsion, alors il s'agirait de la compulsion de symbolisation postulée par Georg Groddeck. 

La répétition de l'identique, plus proche du sensoriel, et dans laquelle s'efface la topique, repose sur un manque d'élaboration du passé. Elle correspond peut-être à une névrose d'angoisse, mais peut se trouver dans d'autres névroses - car, nous rappelle de M'Uzan, Freud lui-même postule un noyau actuel à toute névrose, et Wilhelm Reich apporte la description de l'éventuelle rupture entre le "noyau actuel" de la névrose et son "contenu".

## Répétition en psychothérapie psychanalytique

### Cure psychanalytiqueettransfert
Le transfert envers l'analyste répète une relation vécue dans l'enfance. Cette répétition se met au service de la résistance, le transfert servant les défenses face à certaines tendances inconscientes. 
C'est pourtant l'analyse du transfert qui sera décisive dans le succès de la cure, permettant la victoire sur les résistances et la levée du refoulement.

### Psychodrame analytique individuel
En psychodrame individuel, le patient décide de scènes qu'il veut jouer et faire jouer par des cothérapeutes. Il doit imaginer une histoire, un scénario, qui sera joué puis interprété. La répétition de scènes identiques ou semblables s'avère très fréquente. 
Cette répétition se fonde sur plusieurs points, comme la condensation d'éléments multiples dans une scène, même courte. Mais une scène peut simplement renvoyer à un vécu, peut-être imaginaire, en tout cas traumatique, auquel cas la répétition prendra pour un temps le même chemin que hors du cadre psychothérapique.  
Contrairement à la psychanalyse classique, le meneur de jeu pourra interrompre la répétition, s'il pense l'élaboration de sa part comme indispensable au patient.

## Répétitions transgénérationnelles
Il s'agit là de répétitions de parcours familiaux au travers des générations. Une mère peut répéter ce qu'elle a vécu avec sa propre mère, dans ce cas, c'est une situation frontière entre l'intrapsychique et le transgénérationnel. Mais on peut trouver des cas plus complexes où des dates et des évènements liés se répètent sur des générations. Ex. : le premier mariage d'un ainé, systématiquement rompu, le troisième enfant mort-né dans les lignées maternelles... 
Certains analystes, comme Nicolas Abraham, Maria Torok, Françoise Dolto ou Didier Dumas vont plus loin, théorisant le transgénérationnel sur plusieurs générations (Voir Psychogénéalogie). On peut notamment lire à ce sujet La Bible et ses fantômes de Didier Dumas. Selon lui, l'origine des névroses provient de l'absence de paroles parentales sur les raisons de la sexualité dans la venue au monde des enfants, Abel et Caïn.